# Pronay Halder
Pronay Halder (Barrackpur, 25 febbraio 1992) è un calciatore indiano, centrocampista dello Jamshedpur e della Nazionale indiana.

## Caratteristiche tecniche
È un mediano.

## Carriera

### Club
Ha giocato nella prima divisione indiana.

### Nazionale
Ha giocato nelle nazionali giovanili indiane Under-19 ed Under-23.
Con la nazionale maggiore indiana ha preso parte alla Coppa d'Asia 2019.

## Statistiche

### Presenze e reti nei club
| Stagione               | Squadra                | Campionato             | Campionato | Campionato | Coppe nazionali | Coppe nazionali | Coppe nazionali | Coppe continentali | Coppe continentali | Coppe continentali | Altre coppe | Altre coppe | Altre coppe | Totale | Totale |
| Stagione               | Squadra                | Comp                   | Pres       | Reti       | Comp            | Pres            | Reti            | Comp               | Pres               | Reti               | Comp        | Pres        | Reti        | Pres   | Reti   |
| ---------------------- | ---------------------- | ---------------------- | ---------- | ---------- | --------------- | --------------- | --------------- | ------------------ | ------------------ | ------------------ | ----------- | ----------- | ----------- | ------ | ------ |
| 2020-2021              | ATK Mohun Bagan        | ISL                    | 15+1       | 0          | -               | -               | -               | AFC Cup            | 0                  | 0                  | -           | -           | -           | 16     | 0      |
| 2021-2022              | Jamshedpur             | ISL                    | 12+2       | 0+1        | -               | -               | -               | -                  | -                  | -                  | DC          | 0           | 0           | 14     | 1      |
| 2022-gen.2023          | ATK Mohun Bagan        | ISL                    | 2          | 0          | SC              | -               | -               | -                  | -                  | -                  | DC          | 0           | 0           | 2      | 0      |
| Totale ATK Mohun Bagan | Totale ATK Mohun Bagan | Totale ATK Mohun Bagan | 18         | 0          |                 | -               | -               |                    | 0                  | 0                  |             | 0           | 0           | 18     | 0      |
| gen.-giu. 2023         | Jamshedpur             | ISL                    | 7          | 0          | SC              | 2               | 0               | QAFC               | 1                  | 0                  | DC          | -           | -           | 10     | 0      |
| 2023-2024              | Jamshedpur             | ISL                    | 3          | 0          | SC              | 0               | 0               | -                  | -                  | -                  | DC          | -           | -           | 3      | 0      |
| 2024-2025              | Jamshedpur             | ISL                    | 7+3        | 0          | SC              | 4               | 0               | -                  | -                  | -                  | DC          | 0           | 0           | 14     | 0      |
| 2025-2026              | Jamshedpur             | ISL                    | 0          | 0          | SC              | 0               | 0               | -                  | -                  | -                  | DC          | 4           | 0           | 4      | 0      |
| Totale Jamshedpur      | Totale Jamshedpur      | Totale Jamshedpur      | 34         | 1          |                 | 6               | 0               |                    | 1                  | 0                  |             | 4           | 0           | 45     | 1      |
| Totale carriera        | Totale carriera        | Totale carriera        | 52         | 1          |                 | 6               | 0               |                    | 1                  | 0                  |             | 4           | 0           | 63     | 1      |

### Cronologia presenze e reti in nazionale
| Cronologia completa delle presenze e delle reti in nazionale ― India | Cronologia completa delle presenze e delle reti in nazionale ― India | Cronologia completa delle presenze e delle reti in nazionale ― India | Cronologia completa delle presenze e delle reti in nazionale ― India | Cronologia completa delle presenze e delle reti in nazionale ― India | Cronologia completa delle presenze e delle reti in nazionale ― India | Cronologia completa delle presenze e delle reti in nazionale ― India | Cronologia completa delle presenze e delle reti in nazionale ― India |
| Data                                                                 | Città                                                                | In casa                                                              | Risultato                                                            | Ospiti                                                               | Competizione                                                         | Reti                                                                 | Note                                                                 |
| -------------------------------------------------------------------- | -------------------------------------------------------------------- | -------------------------------------------------------------------- | -------------------------------------------------------------------- | -------------------------------------------------------------------- | -------------------------------------------------------------------- | -------------------------------------------------------------------- | -------------------------------------------------------------------- |
| 25-12-2015                                                           | Thiruvananthapuram                                                   | Sri Lanka                                                            | 0 – 2                                                                | India                                                                | SAFF Championship 2015 - 1º turno                                    | -                                                                    | 46’                                                                  |
| 31-12-2015                                                           | Thiruvananthapuram                                                   | India                                                                | 3 – 2                                                                | Maldive                                                              | SAFF Championship 2015 - Semifinale                                  | -                                                                    | 90+2’                                                                |
| 3-1-2016                                                             | Thiruvananthapuram                                                   | India                                                                | 2 – 1 dts                                                            | Afghanistan                                                          | SAFF Championship 2015 - Finale                                      | 1                                                                    | 97’                                                                  |
| 27-12-2018                                                           | Abu Dhabi                                                            | Oman                                                                 | 0 – 0                                                                | India                                                                | Amichevole                                                           | -                                                                    | 46’                                                                  |
| 6-1-2019                                                             | Abu Dhabi                                                            | Thailandia                                                           | 1 – 4                                                                | India                                                                | Coppa d'Asia 2019 - 1º turno                                         | -                                                                    | 87’                                                                  |
| 10-1-2019                                                            | Abu Dhabi                                                            | India                                                                | 0 – 2                                                                | Emirati Arabi Uniti                                                  | Coppa d'Asia 2019 - 1º turno                                         | -                                                                    |                                                                      |
| 14-1-2019                                                            | Sharjah                                                              | India                                                                | 0 – 1                                                                | Bahrein                                                              | Coppa d'Asia 2019 - 1º turno                                         | -                                                                    | Cap.                                                                 |
| 5-6-2019                                                             | Buriram                                                              | Curaçao                                                              | 3 – 1                                                                | India                                                                | King's Cup 2019 - Semifinale                                         | -                                                                    | 46’                                                                  |
| 14-11-2019                                                           | Dušanbe                                                              | Afghanistan                                                          | 1 – 1                                                                | India                                                                | Qual. Mondiali 2022                                                  | -                                                                    |                                                                      |
| 19-11-2019                                                           | Mascate                                                              | Oman                                                                 | 1 – 0                                                                | India                                                                | Qual. Mondiali 2022                                                  | -                                                                    | 25’ 28’                                                              |
| 7-6-2021                                                             | Doha                                                                 | Bangladesh                                                           | 0 – 2                                                                | India                                                                | Qual. Mondiali 2022                                                  | -                                                                    | 90+1’                                                                |
| 5-9-2021                                                             | Katmandu                                                             | Nepal                                                                | 1 – 2                                                                | India                                                                | Amichevole                                                           | -                                                                    | 90+2’                                                                |
| 23-3-2022                                                            | Al Muharraq                                                          | Bahrein                                                              | 2 – 1                                                                | India                                                                | Amichevole                                                           | -                                                                    |                                                                      |
| Totale                                                               |                                                                      | Presenze                                                             | 13                                                                   |                                                                      | Reti                                                                 | 0                                                                    |                                                                      |

## Palmarès

### Club

#### Competizioni nazionali
- Coppa della Federazione indiana: 1

Mohun Bagan: 2016
- Indian Super League: 1

ATK: 2019-2020
- ISL Shield: 1

Jamshedpur: 2021-2022

### Nazionale
- SAFF Championship: 1

2015
- Coppa Intercontinentale (India): 1

2018